# فيليرس ليه كاجنيكورت
فيليرس ليه كاجنيكورت (بالفرنسية: Villers-lès-Cagnicourt)‏ هي بلدية تقع في إقليم باد كاليه من منطقة نور با دو كاليه في شمال فرنسا. تبلغ مساحة هذه المدينة 4.4 (كم²)، وترتفع عن سطح البحر 54 م، يبلغ عدد سكانها 225 نسمة حسب إحصاء المعهد الوطني للإحصاء والدراسات الاقتصادية سنة 2009 م. وترأس Michel Legros البلدية خلال فترة (2008-2014).